# Dasyhelea stellata
Dasyhelea stellata är en tvåvingeart som beskrevs av Remm och Zhogolev 1968. Dasyhelea stellata ingår i släktet Dasyhelea och familjen svidknott. Inga underarter finns listade i Catalogue of Life.